# Georges Flamant
Pour les articles homonymes, voir Flamant.
Georges Flamant, né le 3 septembre 1903 à Tunis (Tunisie), et mort le 20 juillet 1990 à Villiers-le-Bel, est un acteur français. Il fut l'époux de Viviane Romance.

## Biographie
Fils d'un fonctionnaire du ministère des Finances et d'une mère universitaire, il fait des études de droit. Alors qu'il travaille dans un cabinet immobilier un client, l'acteur Michel Simon le remarque et lui propose de faire du cinéma. Il est présenté aux Studios de Billancourt à Jean Renoir qui cherchait un acteur pour interpréter le rôle du souteneur pour son film La Chienne (1931) et est engagé. Il signe un contrat de deux ans pour quatre films par an.
Sur le tournage de La Chienne, il tombe amoureux de l'actrice principale Janie Marèse. Il l'emmène dans le Midi pour y passer des vacances, mais un accident automobile, en raison d'un dérapage de sa Chrysler sur les gravillons, route de la Petite-Corse, près de Sainte-Maxime, tue son amie actrice. Le milieu du cinéma, et tout particulièrement Michel Simon, lui en veut et l'ostracise.
Il épouse Viviane Romance en 1937, actrice avec laquelle il tourne plusieurs films qui relancent sa carrière pendant la guerre, notamment dans la Vénus Aveugle (1941) d'Abel Gance.
En 1941, il vit avec son épouse à Nice et est l'amant d'Édith Piaf le temps d'une nuit.
Puis, il se lance dans une carrière au music-hall où il fait des imitations, chante et transpose en langage populaire les poèmes de Paul Géraldy. En 1959, il joue pour la dernière fois au cinéma, dans les Quatre Cents Coups de François Truffaut.
En 1976, il exprime ses regrets d'une carrière manquée : «J'ai une envie douloureuse de jouer au cinéma, à la télévision, j'ai été le Delon d'avant-guerre et je pourrais encore prouver beaucoup. Au début de ma carrière, tout m'a réussi. Les femmes m'ont tourné la tête. Je n'avais pas compris que le cinéma était un métier. Je ne prenais pas ça au sérieux. J'ai traversé la vie en amateur. Maintenant, j'ai compris, car ce qui a le plus compté dans ma vie, ce sont les échecs. J'aimerais refaire une carrière pour laisser un souvenir de moi.»
Il meurt à Villiers-le-Bel le 20 juillet 1990,.

## Filmographie
- 1931 : La Chienne de Jean Renoir (André « Dédé » Joguin)
- 1932 : À moi le jour, à toi la nuit de Ludwig Berger et Claude Heymann (Charles)
- 1932 : Une heure - court métrage - de Léo Mittler
- 1932 : La vitrine - court métrage - de Léo Mittler
- 1932 : Imitons-les - court métrage -
- 1933 : La Voix sans visage de Léo Mittler (André Sourdois)
- 1935 : Le rapide 713 - court métrage - de Georges Freeland
- 1936 : La Terre qui meurt, de Jean Vallée
- 1936 : La Reine des resquilleuses de Marco de Gastyne (Albert)
- 1936 : La Peur de Victor Tourjansky
- 1937 : Les Rois du sport de Pierre Colombier (Jim Stanford)
- 1937 : Le Puritain de Jeff Musso
- 1938 : L'Étrange Monsieur Victor de Jean Grémillon (Amédée)
- 1938 : Gibraltar de Fedor Ozep
- 1938 : Prisons de femmes de Roger Richebé (Dédé)
- 1939 : Terra di fuoco de Giorgio Ferroni et Marcel L'Herbier
- 1939 : La Tradition de minuit de Roger Richebé (Claude Thierry)
- 1939 : Angelica de Jean Choux (Dom Manrique Ruiz & Salvador)
- 1941 : Vénus aveugle d'Abel Gance (Madère)
- 1942 : Le Grand Combat de Bernard-Roland et Henri Decoin (K.O. Bouillon)
- 1942 : Cartacalha, reine des gitans de Léon Mathot (Robert Vaillant)
- 1942 : Feu sacré de Maurice Cloche (André Brugnaire)
- 1943 : Une femme dans la nuit d'Edmond T. Gréville (Armand Leroy)
- 1948 : Undici uomini e un pallone de Giorgio Simonelli
- 1953 : Opération Magali de László V. Kish (Zacco)
- 1957 : Trois jours à vivre  de Gilles Grangier
- 1957 : Méfiez-vous fillettes d'Yves Allégret (Mendetta)
- 1959 : Les Quatre Cents Coups de François Truffaut (M. Bigey)
- 1977 : Les Enquêtes du commissaire Maigret, épisode : Maigret et Monsieur Charles de Jean-Paul Sassy